# Oscar Isaac
Oscar Isaac Hernandez (født 9. marts 1979 i Guatemala) er en guatemalansk-amerikansk skuespiller og sanger. Isaac blev født i Guatemala, men voksede op i Miami i USA. Han er mest kendt fra filmene Drive og Inside Llewyn Davis.

## Karriere
Isaac fik sin første rolle i en større film i Ridley Scotts Body of Lies (2008), hvor han spillede overfor Leonardo DiCaprio og Russell Crowe. Senere har han også haft store roller som King John i Robin Hood (2010), Sucker Punch (2011) og Drive (2011). I 2012 spillede han en lille rolle i The Bourne Legacy, mens han spiller hovedrollen i Coen-brødrenes drama/musikfilm Inside Llewyn Davis (2013).
I 2015 spillede han i J.J. AbramstScience-Fiction filmar Wars: The Force Awakens som Poe Dameron, sammen med John Boyega, Daisy Ridley. I 2016 er han med i en anden storfilm, X-Men: Apocalypse.

## Filmografi
- Moon Knight  (2022) .... Marc Spector/ Moon Knight
- Dune (2021)
- Star Wars: Episode VIII (2017) .... Poe Dameron
- X-Men: Apocalypse (2016) .... En Sabah Nur / Apocalypse
- Show Me a Hero (2015) .... Nick Wasicsko (6 episoder, 2015)
- Star Wars: The Force Awakens (2015) .... Poe Dameron
- Mojave (2015) .... Jack
- Ex Machina (2015) .... Nathan
- A Most Violent Year (2014) .... Abel Morales
- Ticky Tacky (2014) .... Lucien
- The Ballad of Pablo Escobar (2014) .... Pablo Escobar
- The Two Faces of January (2014) .... Rydal Keener
- Trentemøller: Gravity (2014) .... Mr. Carpool
- In Secret (2013) .... Laurent LeClaire
- Inside Llewyn Davis (2013) .... Llewyn Davis
- The Bourne Legacy (2012) .... Outcome #3
- Won't Back Down (2012) .... Michael Perry
- Revenge for Jolly! (2012) .... Cecil
- For Greater Glory (2012) .... Victoriano 'El Catorce' Ramirez
- Ten Year (2011) .... Reeves
- W.E. (2011) .... Evgeni
- Drive (2011) .... Standard
- Sucker Punch (2011) .... Blue Jones
- Robin Hood (2010) .... Prince John
- Balibo (2009) .... José Ramos-Horta
- Agora (2009) .... Orestes
- Body of Lies (2008) .... Bassam
- Ché: Part One (2008) .... Interpreter
- The Life Before Her Eyes (2007) .... Marcus
- The Nativity Story (2006) .... Joseph
- The Half Life of Timofey Berezin (2006) .... Shiv
- Law & Order: Criminal Intent (2006) .... Robbie Paulson (1 episode)
- Lenny the Wonder Dog (2005) .... Fartman
- All About the Benjamins (2002) .... Francesco
- Illtown (1996) .... Pool Boy